# Hengchi

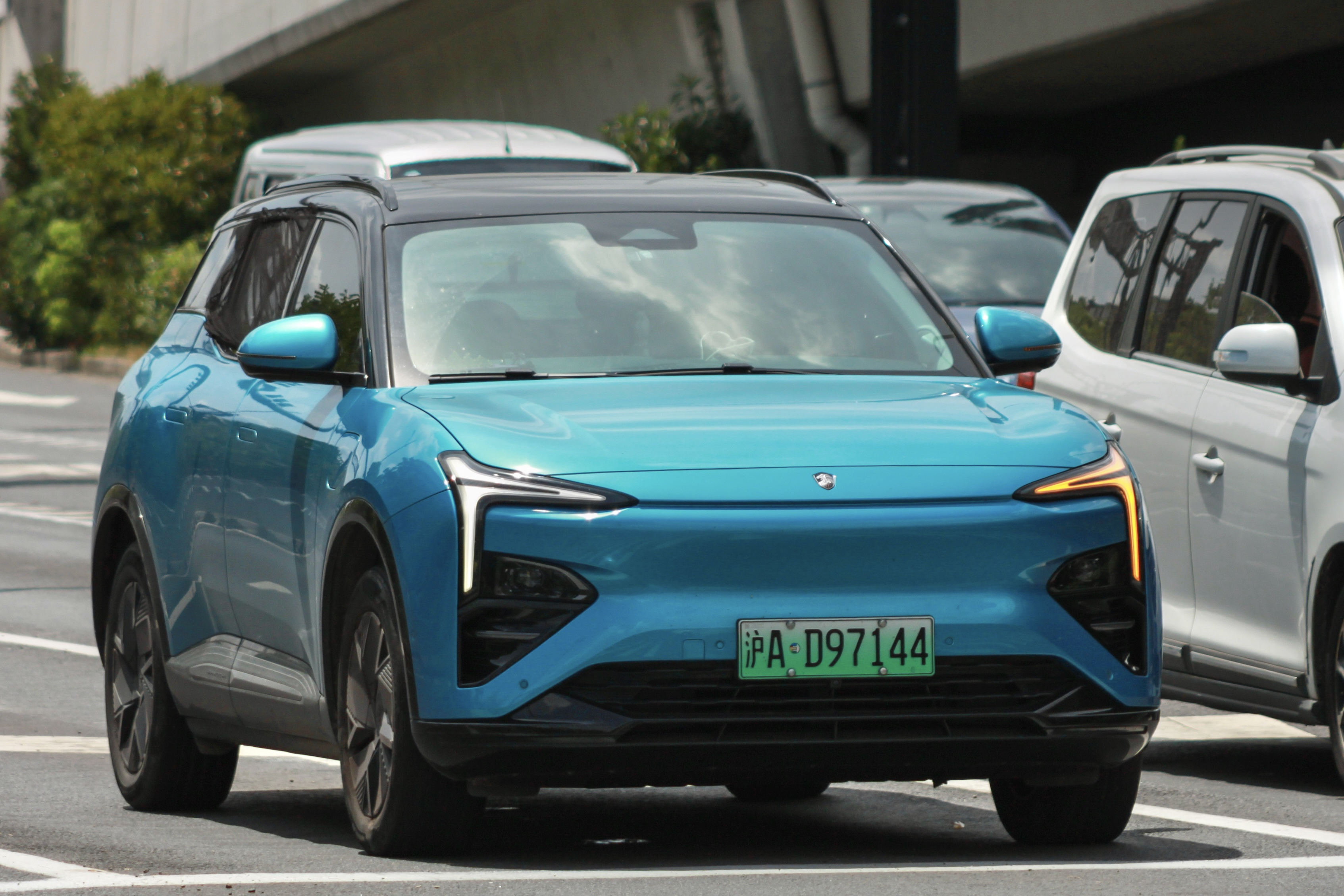
Hengchi 5

Hengchi war eine chinesische Automarke. Hersteller war Shenzhen Hengchi Automobile Trading in Shenzhen. Es gibt eine Verbindung zur Evergrande Group. Im Angebot standen Elektroautos.

## Geschichte
Hengchi wurde im Jahr 2020 gegründet, die Fabrik befand sich im Gebiet Nansha. Es gibt 9 Konzeptfahrzeuge, die numerisch von Hengchi 1 bis Hengchi 9 benannt sind. Die Autos wurden auf einer Firmenveranstaltung im Juli 2020 gezeigt: Vier Limousinen, ein Minivan und vier Sport Utility Vehicles. Das Investitionsvolumen wird auf 15 Milliarden Yuan (2,14 Milliarden US-Dollar) geschätzt.
Das erste und einzige in Serie produzierte Modell ist der Hengchi 5, ein 4,73 Meter langes SUV. Er kam im Juli 2022 auf dem chinesischen Heimatmarkt in den Handel. Im Sommer 2024 musste der Hersteller Insolvenz anmelden.